# Slavonski dijalekt
Slavonski dijalekt je štokavski dijalekt koji sadrži mnoge arhaične osobine u odnosu na druge štokavske dijalekte, a rasprostranjen u Slavoniji. Njime u načelu govore samo Hrvati koji sebe najčešće nazivaju Šokci.

### Osobine
U slavonskom dijalektu još se uvelike čuva šć, jt, jd, u neznatnoj mjeri čr-, iznimno –l, gotovo redovito očuvan je akut, nerijetko i stariji oblici u množinskim padežima. Vjerojatno je da je inicijalno w plus poluglas rano dalo u-, da je inicijalno vs- dalo sv-, da je samoglasno l dalo u ili možda zatvoreno o te da je praslavensko d’ dalo đ. Ipak je lako moguće da je prethodno u primjerima tipa tuji dolazilo j, koje je u novije doba u Slavoniji slabije zastupljeno nego u hrvatskim štokavskim govorima u Bosni. Svakako su slavonski govori bili vrlo povezani s bosanskima, a to se vidi npr. iz promjene kratkoga i + r u kratko jat + r (npr. četjeri); ta je promjena bila stara, još iz doba prije zamjene jata. Posavski govori i u drugim se osobinama poklapaju s nizom bosanskih govora.
Govori slavonskoga dijalekta još se od srednjovjekovnoga razdoblja nalaze na krajnjem sjeveroistoku hrvatskog jezika, to jest nalaze se na sjeverozapadu štokavskoga narječja srednjojužnoslavenskoga dijasustava, a to znači da su oni periferno smješteni i da imaju značajke rubnosti, značajke koje slavonski dijalekt kao i druge zapadnoštokavske dijalekte povezuju s čakavskim i osobito kajkavskim narječjem. Te značajke su posebito izražene u govorima Siča i Magić Male.
Nakon velikih seoba u znatnoj su mjeri prekinute veze slavonskih govora s kajkavskima, ali su rezultati tih veza još i danas očiti u pojedinostima. Svakako su u te veze bili najjače uključeni govornici sjeverozapadnih slavonskih govora, jer su tu kajkavci bili susjedi i jer su tu utjecaji drugih štokavskih govora bili slabiji nego u Posavini. Slavonski je razvoj bio prirodan: šwa je dalo a, kao uglavnom i drugdje u štokavštini, stražnji nazal dao je u, kao i drugdje među štokavcima. To je naravno, jer je u doba turske vlasti Slavonija osjetno gubila stanovništvo, pa je već tada privlačila stanovništvo siromašnih krajeva, a to se osobito događalo i poslije. Često su doseljenici bili upravo iz Hercegovine, pa su oni djelovali na fizionomiju govora domaćega stanovništva.

Povijesno je dijalekt bio povezan s kajkavskim govorima, što se podosta vidi i u neizmijenjenom jatu, ẹ (zatvoreno e), koje je danas opstalo samo u podravskog poddijalektu. Seobama se ta veza smanjila, a u nekim stvarima i prekinula.

### Razvitak
Slavonski dijalekt je rubni dijalekt zapadnoštokavskog narječja. Na početku razvoja (što se i sada očituje u njegovom podravskom poddijalektu i zatvoreno-ekavskom refleksu jata) je bio podosta srodan kajkavskim dijalektima, pogotovo nestalom zapadnoslavonskom kajkavskom dijalektu. Obuhvaćao je i drugačije područje prostiranja, zapadno od Požege i Slatine (odnosno vjerojatno Orahovice) su bili kajkavski dijalekti, koji bi odgovarali srednjovjekovnim granicama Zagrebačke biskupije. Istočno od tog područja su se nalazili miješani šćakavsko-kajkavski dijalekti, s time da su se pojedine kajkavske isoglose prostirale i po cijeloj vukovskoj županiji (do Dunava kod Vukovara), a prijelazna dominantno kajkavska zona ide sigurno barem do Valpova i Broda, a vrlo vjerojatno i dalje.

Migracijama za vrijeme Turaka, takvo se stanje mijenja, prekida se doticaj s kajkavštinom, a seobama Hrvata s teritorija današnje BiH (okolica Soli, dolina rijeke Bosne, Turska hrvatska) mijenja se i sam dijalekt te se pojačavaju veze s druga dva susjeda, šćakavskim jekavskim (istočnobosanski dijalekt) i šćakavskim ikavskim (zapadni dijalekt).

Pri tome je bitno napomenuti da je u međuvremenu zapadni dijalekt, odnosno dijalekti koji su ga činili novoštokaviziran(i) (jezgra novoštokavizacije su zapadnohumski i biokovsko-cetinski štakavski dijalekti starošćakavske ikavice, kao i neretvansko-pelješki prijelazni, ikavsko-jekavski dijalekt), a dobar dio veza se dogodio prije novoštokavske reforme u sjevernom dijelu zapadnog dijalekta.  
Takvo se stanje prvenstveno očituje u druga dva poddijalekta; posavskim (ikavskim) i podunavskim (ikavsko-ekavskim odnosno ikavskim u dugim, a ekavskim u kratkim u Baranji i ikavskim u zapadnoj Bačkoj) koji su podosta srodni s južnočakavskim i šćakavskim poddijalektom zapadnog dijalekta.

Iz tih razloga, dijalekt se najčešće naziva i starošćakavskim miješanog jata (izgovor jata varira od zatvorenog e do i, u raznim kombinacijama), a kako čuva dosta arhaičnih osobina (izgovor zatvorenog e npr.) i arhaičnim starošćakavskim.

Vlahijska oaza u gradišću (starošćakavska ikavica) posjeduje srodnosti sa zapadnim dijalektom i južnočakavskim dijalektom, a obično se uvrštava u posavski poddijalekt slavonskog dijalekta.
Ovaj dijalekt karakterizira miješani refleks jata (iako obično prevladavaju ikavske i originalne varijante, zatvorenog e-a), prijelaz poluglasa u a, a samoglasnog -l i stražnjeg nazala u -u.

### Rasprostranjenost
Slavonskim se dijalektom govori uglavnom u Slavoniji. Slavonski dijalekt je glavninom podijeljen u trake: posavsku na jugu i podravsku na sjeveru. Znatno je i njegovo baranjskobačko prostiranje; osjetno je manje prisutan drugdje. Na posavskom jugozapadu slavonskim se dijalektom govori od Mačkovca na Savi, dok je sjevernije uključeno područje
oko Nove Gradiške sve do Velike koja je već u središnjoj zoni slavonskoga poteza.
Istočnije slavonskim govorima pripada kutjevačko područje, a zatim se prostor
toga dijalekta suzuje sve do Šušnjevaca koji su smješteni sjeveroistočno od Slavonskoga
Broda. Govor posavskoga tipa istočnije je opet prostraniji pa seže sve do Gorjana
sjeverno od Đakova; na sjeveroistoku obuhvaća Bogdanovce, a na jugoistoku Račinovce
na Savi. Južna je granica redovito Sava; jedino je oko Orašja (Domaljevac,
Tolisa, Ugljara, Kostrč, Matići, Donja Mahala, Ugljara, Vidovice) govor slavonskoga
tipa prisutan i južno od Save. Slavonskom govornom tipu pripadaju i idiomi Antina i
Tordinaca sjeverno od Vinkovaca. Djelomično su značajke slavonskoga tipa sačuvali
Hrvati na iločkom području, a još u manjoj mjeri u Rekašu u Rumunjskoj i Gradišću u
Austriji.
Podravske govore na zapadu nalazimo od područja istočno od Vaške (a Vaška je
istočno od Virovitice) sve do blizine Osijeka na istoku. Ti govori zahvaćaju i središnjeslavonske idiome oko Podgorača, Bokšića i Šaptinovca, dok su u okolici Našica uglavnom prevladali idiomi (i)jekavskoga novoštokavskoga dijalekta. Podravskom tipu priključuju se i govori Erduta i Aljmaša istočno od Osijeka.
U Baranji su idiomi slavonskoga dijalekta smješteni južno od granice s Mađarskom.
Južna granica idioma slavonskoga tipa ide od Drave južno od Torjanaca do područja
Batine na Dunavu. U zapadnoj Bačkoj, slavonskom dijalektu pripadaju
govori Šokaca oko Bačkoga Brega do Plavne istočno od Vukovara. U Mađarskoj su govori slavonskoga tipa vrlo različiti, uključujući i različite reflekse jata. Tu nalazimo ikavske govore posavskoga tipa (npr. u Vršendi), ikavsko-jekavski posavski tip govora jugoistočno od Pečuha, podravske ekavce u nekoliko sela (Martinci, Potonja itd.), te govore podravskoga tipa s očuvanim jatom u Baćinu i Dušnoku južno od Kaloče.
Kako smo već rekli, u središnjoj Slavoniji između posavskoga i podravskoga
dijalekatnoga tipa danas se u velikom broju mjesta govori (i)jekavskim novoštokavskim
dijalektom. Međutim, govori Vuke, Širokoga Polja i Punitovaca su ikavski novoštokavski
idiomi, pa pripadaju zapadnom dijalektu. Sjeveroistočno od Virovitice govori
se ijekavski šćakavski (istočnobosanski dijalekt), a na slavonskom sjeverozapadu nalazimo
i govornike kajkavskih idioma. Razumije se da su u Slavoniji prisutni i razni utjecaji
među pojedinim dijalekatnim idiomima, a u mnogim mjestima dugo žive ljudi različitih
dijalekatnih pripadnosti. Osim toga, Srbi u Osijeku i Dalju govore ekavski novoštokavski (vojvođanski dijalekt, koji bi se dao i uvrstiti u hrvatski Iločki dijalekt).
Vlaška oaza u Gradišću također pripada ovom dijalektu.
Dijalekt se tako može podijeliti na tri poddijalekta; Podravski, Posavski i Bačko-Baranjski, s time da u svakom obično prevladava pojedini refleks jata (ekavski, ikavski i ikavsko-ekavsko).

## Vanjske poveznice
- Kolo  Arhivirana inačica izvorne stranice od 23. kolovoza 2007. (Wayback Machine) Josip Lisac: Proučavanja hrvatskih štokavskih organskih idioma
- Deset teza o hrvatskome jeziku  Arhivirana inačica izvorne stranice od 28. svibnja 2008. (Wayback Machine)
- Govor Gradišćanskih Hrvata